# Jeździectwo na Letnich Igrzyskach Olimpijskich 1936
Jeździectwo na Letnich Igrzyskach Olimpijskich 1936 w Berlinie rozgrywane było w dniach 12–16 sierpnia. W zawodach wzięło udział 127 jeźdźców (wyłącznie mężczyzn) z 21 krajów. Polska wywalczyła jeden medal – srebro w drużynowym konkursie WKKW. Zawody zdominowali reprezentanci gospodarzy, którzy zdobyli złoto w każdej z sześciu konkurencji.

## Medaliści
| Konkurencja                                        | Złoto | Srebro | Brąz |
| Ujeżdżenie – indywidualnie (szczegóły)             | III Rzesza · Heinz Pollay na koniu Kronos                                                                                          | III Rzesza · Friedrich Gerhard na koniu Absinth                                                                         | Austria Alois Podhajsky na koniu Nero                                                                                            |
| Ujeżdżenie – drużynowo (szczegóły)                 | III Rzesza · Heinz Pollay na koniu Kronos · Friedrich Gerhard na koniu Absinth · Hermann von Oppeln-Bronikowski na koniu Gimpel    | Francja · André Jousseaume na koniu Favorite · Gérard de Ballorre na koniu Debaucheur · Daniel Gillois na koniu Nicolas | Szwecja · Gregor Adlercreutz na koniu Teresina · Sven Colliander na koniu Kål XX · Folke Sandström na koniu Pergola              |
| WKKW – indywidualnie (szczegóły)                   | III Rzesza · Ludwig Stubbendorff na koniu Nurmi                                                                                    | Stany Zjednoczone · Earl Foster Thomson na koniu Jenny Camp                                                             | Dania · Hans Lunding na koniu Jason                                                                                              |
| WKKW – drużynowo (szczegóły)                       | III Rzesza · Ludwig Stubbendorff na koniu Nurmi · Rudolf Lippert na koniu Fasan · Konrad Freiherr von Wangenheim na koniu Kurfürst | Polska Henryk Leliwa-Roycewicz na koniu Arlekin III Zdzisław Kawecki na koniu Bambino Seweryn Kulesza na koniu Tóska    | Wielka Brytania · Alec Scott na koniu Bob Clive · Edward Howard-Vyse na koniu Blue Steel · Richard Fanshawe na koniu Bowie Knife |
| Skoki przez przeszkody – indywidualnie (szczegóły) | III Rzesza · Kurt Hasse na koniu Tora                                                                                              | Rumunia · Henri Rang na koniu Delfis                                                                                    | Węgry · József von Platthy na koniu Sellő                                                                                        |
| Skoki przez przeszkody – drużynowo (szczegóły)     | III Rzesza · Kurt Hasse na koniu Tora · Marten von Barnekow na koniu Nordl · Heinz Brandt na koniu Alchimist                       | Holandia · Johan Greter na koniu Ernica · Jan de Bruine na koniu Trixie · Henri van Schaik na koniu Santa Bell          | Portugalia · José Beltrão na koniu Biscuit · Domingos de Sousa na koniu Merle Blanc · Luís Mena e Silva na koniu Fossette        |

## Klasyfikacja medalowa
| Lp. | Państwo           |   |   |   | Razem |
| --- | ----------------- | - | - | - | ----- |
| 1.  | III Rzesza        | 6 | 1 | 0 | 7     |
| 2.  | Francja           | 0 | 1 | 0 | 1     |
| 2.  | Holandia          | 0 | 1 | 0 | 1     |
| 2.  | Polska            | 0 | 1 | 0 | 1     |
| 2.  | Rumunia           | 0 | 1 | 0 | 1     |
| 2.  | Stany Zjednoczone | 0 | 1 | 0 | 1     |
| 7.  | Austria           | 0 | 0 | 1 | 1     |
| 7.  | Dania             | 0 | 0 | 1 | 1     |
| 7.  | Portugalia        | 0 | 0 | 1 | 1     |
| 7.  | Szwecja           | 0 | 0 | 1 | 1     |
| 7.  | Węgry             | 0 | 0 | 1 | 1     |
| 7.  | Wielka Brytania   | 0 | 0 | 1 | 1     |